# Andreas Hofer (Radsportler)
Andreas Hofer (* 8. Februar 1991 in Wiener Neustadt) ist ein österreichischer Bahn- und Straßenradrennfahrer.

## Leben
Der Niederösterreicher Andreas Hofer wurde 2007 in der Jugendklasse mehrfacher österreichischer Vizemeister auf der Straße und auf der Bahn. Er durchlief alle Jugend- und Junioren-Nationalmannschaften; 2009 startete er im österreichischen Junioren-Nationalteam.
Im Jahr 2009 gewann er als erst dritter Österreicher nach Matthias Brändle und Marco Haller eine Etappe im Junioren Nations Cup, der höchsten UCI-Kategorie.
Seit 2010 fuhr Hofer für das Tyrol Team.
2011 wurde er Österreichischer Zeitfahrmeister in der Elite-Klasse.
Beim 50. Jubiläumsrennen des Kirschblütenrennen Wels am 10. April 2011 wurde er Fünfter.
Im Mai 2012 holt sich Andreas Hofer den dritten Rang bei den Österreichischen Meisterschaften im Einzelzeitfahren sowie den Titel U-23.
Im April 2017 belegte der 26-Jährige bei der mehrtägigen Tour du Maroc den neunten Rang.

## Sportliche Erfolge
2017
- 9. Tour du Maroc

2015
- 3. Österreichische Staatsmeisterschaft Kriterium Elite

2013 (U23)
- Österreichischer Zeitfahrmeister (U23)

2012 (U23)
- Österreichischer Zeitfahrmeister (U23)

2011 (U23)
- Österreichischer Meister Straße (U23)
- Österreichischer Zeitfahrmeister (U23)
- Österreichischer Zeitfahrmeister
- 3. EZF Tour de Berlin (UCI2.2U)
- 8. auf der 5. Etappe Tour de Berlin
- 3. Österreichische Staatsmeisterschaft Straße Elite

2010 U23
- Weltmeisterschaft Australien 35. EZF. 73.Straße
- 4. EZF Tour de Berlin (UCI2.2U)

2009 (Junior)
- Österreichischer Meister Berg (Junioren)
- 5. Cours de la Paix (Jun N.Cup)
- 9. Europameisterschaft (EZF)
- 7. Etappe Tour de l’Abitibi (Can) Jun.N.Cup
- Weltmeisterschaft Moskau 7. EZF. 29. Straße